# چارلز آرتورز
چارلز آرتورز (انگلیسی: Charles Arthurs؛ ۱۸۸۱-۱۹۳۲) بازیکن فوتبال اهل انگلستان بود که در لیگ فوتبال انگلیس برای باشگاه فوتبال گینزبورو ترینیتی و باشگاه فوتبال پرستون نورث اند بازی می‌کرد.